# Baersdonck
Baersdonck was een kasteel in de Nederlandse plaats Grubbenvorst, provincie Limburg.

## Geschiedenis
Rond 1300 was de heerlijkheid Grubbenvorst in handen van de familie Van Millen. Kort voor 1311 bouwde Willem II van Millen, de toenmalige heer van Grubbenvorst, het kasteel Grubbenvorst. Om onbekende redenen ontstond in de 14e eeuw een situatie van tweeherigheid: de heerlijkheid raakte gelijkelijk verdeeld over de heren van Grubbenvorst en de familie Van Baersdonck. Zo werd Bars van Baersdonck in 1359 genoemd naast Frederik van den Bergh als heer van Grubbenvorst. Bars werd in 1394 door zijn zoon Gerard opgevolgd, die in dat jaar met de halve heerlijkheid werd beleend.
Het paste bij de status van de familie Van Baersdonck om over een eigen representatieve behuizing te beschikken. Even ten zuiden van het kasteel Grubbenvorst bouwde de familie daarom in de 14e eeuw het kasteel Baersdonck. Ook wist de familie zijn bezit uit te breiden naar goederen in Blerick, Lomm, Velden en het Gelderse Wamel.

### Conflicten
Na het overlijden van Gerard van Baersdonck in 1401 werd zijn dochter Aleid beleend met de halve heerlijkheid. De weduwe van Gerard mocht nog wel in het kasteel Baersdonck blijven wonen.
Het overlijden van Aleid in het tweede kwart van de 15e eeuw en van haar echtgenoot Johan van Brempt in 1460 was het begin van een periode van onduidelijkheid en conflicten. Er waren aanvankelijk 39 personen die aanspraak konden maken op haar erfenis in Grubbenvorst, maar de hertog van Gelre beleende uiteindelijk Herman van Deelst, Gadert van Wijlich en Cornelis van Merwijck met kasteel Baersdonck en de halve heerlijkheid.
Na de aankoop van resterende erfdelen en diverse ruzies en processen waren in 1485 Gadert van Wijlich en Jasper van Merwijck als eigenaren overgebleven. Gadert van Wijlich had het grootste deel van de bezittingen in handen. Het zou nog tot 1529 duren voordat Jasper zijn resterende rechten verkocht, te weten aan Otto van Wijlich. Vanaf dat moment waren Baersdonck en de halve heerlijkheid Grubbenvorst weer één geheel, met Otto als enige eigenaar.

### Verkoop
De familie Van Wijlich zou Baersdonck en de halve heerlijkheid tot 1750 in eigendom houden. In dit jaar deed Frederik Willem van Wijlich de bezittingen om financiële redenen over aan zijn zwager Carel van Quadt van Wickrath zu Zoppenbroek. Deze kon de financiële problemen echter niet oplossen, waardoor hij al na een jaar Baersdonck bij opbod moest verkopen. De nieuwe eigenaar van Baersdonck en de halve heerlijkheid werd nu Frans Arnold van Hoensbroek, die in 1755 officieel er mee werd beleend. Zijn nazaten zouden alles in bezit houden tot 1848.
Bankier Antonius Leonardardus Receveur (1781-1857) kocht in 1848 Baersdonck aan en liet het na aan zijn dochter Elise Félicité Caroline Emilie Berger-Receveur (1836-1909). In 1923 kocht Adriaan Hendrik Marie Willemse het goed, maar van enige bebouwing was al geen sprake meer.

## Beschrijving
Het kasteel Baersdonck zal in de tweede helft van de 14e eeuw zijn gebouwd als representatief en verdedigbaar huis, even ten zuiden van het kasteel Grubbenvorst. Overigens lijkt het geen groot bouwwerk te zijn geweest: in 1394 werd het als een ‘goed’ beschreven, in 1401 als ‘die grote camer’. In 1460 was Baersdonck een ‘huyss, hofstede en de heerlicheyt’.
Baersdonck is vermoedelijk in de 17e eeuw verdwenen, waarna er niet meer dan een boerderij overbleef. Een document uit 1676 meldt dan ook dat het kasteel reeds was afgebroken en er nog slechts een boerderij met schuur stond. Bij deze boerderij hoorden nog wel 86 morgen aan land en ook was er nog steeds een leenkamer aan Baersdonck verbonden, waarin negen achterlenen waren ondergebracht. In 1724 erkende de Pruisische overheid Baersdonck zelfs nog als een riddermatig goed.
In de 19e eeuw was de boerderij nog aanwezig, maar begin 20e eeuw zijn de laatste restanten hiervan ook verdwenen.

## Naamgeving
Het is niet bekend of het kasteel werd vernoemd naar de familie Van Baersdonck of dat de familie zich noemde naar de locatie met de naam Baersdonck. Het woord 'donck' verwijst in ieder geval naar een verhoogd terrein en zal dan duiden op de oeverwal waarop het kasteel is gebouwd. Mogelijk houdt het voorvoegsel 'Baers' verband met de voornaam van de 14e-eeuwse Bars van Baersdonck. Overigens droeg de familie ook een wapenschild met de afbeelding van een baars.
Aerwinkel · Kasteel Afferden · Aldt Huys · Aldenborgh · Kasteel Aldenghoor · Aldenhoven · Alte Burg · Kasteel Amstenrade · Slot Annendael · Kasteel Arcen · Baersdonck · Bakvliet · Baronsberg · Baxhof · Beegden ·  Benzenrade · Kasteel De Berckt · Kasteel Bethlehem · Beusdaelshof · Binsfeld · Huis Blankenberg · Kasteel Bleijenbeek · Blitterswijck · Boerlo · Bolberg · Bollenberg · Kasteel De Bongard · Borggraaf · Kasteel d'Erp · Kasteel Borggraaf · Kasteel Borgharen · Kasteel Born · Huis Bree · Breust · Kasteel Broekhuizen · Broekhuizen · Gracht Burggraaf · Kasteel De Burght · Kasteel Cartils · Cloppenburg (Oost-Maarland) · Kasteel Cortenbach · Huis De Dael · Dammerscheid · Kasteel De Bockenhof · De Donck (Sevenum) · De Donck (Swolgen) · De Dorth ·  Huis ten Dijcken · Kasteel Doenrade · De Doom · Douve · Douvenrade · De Dries · Kasteel Erenstein · Kasteel Eijsden · Eijsden · Einrade · Kasteel Elsloo · Ensenbroek · Eperhuis · Etzenraderhuuske · Exaten · Kasteel Eijckholt · Kasteel Eyckholt · Eys · Gastendonck · Kasteel Genbroek · Gebroken Slot · Kasteel Geijsteren · Kasteel Op Genhoes · Kasteel Genhoes · Genneperhuis · Kasteel Het Geudje · Kasteel Geulle · Kasteel Geusselt · Geijsteren · Gen Heck · Ghoor · Kasteel Goedenraad · Kasteel Grasbroek · Kasteel Groenendaal · Groethof · Groot Paarlo · Kasteel van Gronsveld · De Gun ·Kasteel Haeren · Kasteel Den Halder · Heerlaer · Heeze · Heijen · 's-Herenanstel · Kasteel Hillenraad · Kasteel Hoensbroek · Hoenshuis · Holstrate · Holtmühle · Huize Holtum · Kasteel Horn · De Horst · Huys ter Horst · Ten Hove (Grathem) · Ten Hove (Panningen) · Huis Brias · Huis Darth ·  Kasteel Hurpesch · Kasteel Sint-Jansgeleen · Kasteel Jerusalem · Kasteel Kaldenbroek · Den Kamp · Kasteel Karsveld · Kasteel Keverberg · Klein Paarlo · Klimmender Huuske · De Kolck · Koppelberg · Laar · Landsfort · Kasteel Lemiers · Kasteelruïne Lichtenberg · Kasteel Limbricht · Lonesteyn · Huize Lovendael · Mazenburg · Kasteel van Meerlo · Kasteel Meerssenhoven · Meezenbroek · Kasteel van Mheer · Middelaar · Kasteel Millen · Kasteel Montfort · Movert · Mulrode · De Munt · Château Neercanne · Kasteel Neubourg · Nienghoor · Huis Nierhoven · Kasteel Nieuwenbroeck · Nije Huys · Kasteel Nijenborgh · Kasteel Nijswiller · Nijthuysen · Kasteel Obbicht · Oedenrade · Kasteel Ooijen · Kasteel Oost (Valkenburg) · Kasteel Oost (Oost-Maarland) · Kasteel Ouborg · Overen · Kasteel Passarts-Nieuwenhagen · Prickenis · Prinsenhof · Puth · De Putting · Raath · De Raay · Ravenhof · Kasteel Reijmersbeek · Kasteel van Rijckholt · Kasteel Rivieren · Rodenbroek · Rosendaal · Kasteel Schaesberg · Kasteel Schaloen · Te Scharen · Schenkenburg · Kasteel Scheres · De Spijker (Geijsteren) · De Spijker (Leeuwen) · Huis Severen · Sibberhuuske · Château St. Gerlach · Spraland · Huis De Spyker · Huize Stalberg · Stalberg (Wellerlooi) · De Steeg · Kasteel Stein · Steinhagen · Steenen Huis · Stoel van Swentibold · Strijthagen (Landgraaf) · Strijthagen (Welten) · Struyver · Kasteel Terborgh · Terlinden (Wijnandsrade) · Terveurdt · Ter Weyer · Kasteel Ter Worm · De Tombe · Huis De Torentjes · Triest · Trippaert · Kasteel Vaalsbroek · Kasteel Vaeshartelt · Valkenburg · Vliek · De Vroenhof · Vrijburg · Kasteel Wambach · Warenberg · Well · Weyershof ·  Wijlre · Kasteel Wijnandsrade · Wijnandsrade · Wijnantshof · Wissegracht · Huize Witham · Kasteel Wittem · Wolfrath · Wylre